# مختوم
مختوم مكيال استعمل لدى المسلمين، يقابل الصاع، وقد سمي كذلك لأن الملوك والأمراء والولاة كانوا يجعلون عليه خواتيمهم لكيلا يزاد أو ينقص فيهم، وقد استعمل في الكيل وخصوصًا في إخراج الزكاة والكفارة، وهو يساوي أربعة أمدد بمد الرسول محمد.